# Izbino
Izbino (biał. Ізбіно, ros. Избино) – wieś na Białorusi, w obwodzie mińskim, w rejonie wilejskim, w sielsowiecie Osipowicze. W 2019 liczyła 331 mieszkańców.